# Valeriana hsui
Valeriana hsui är en kaprifolväxtart som beskrevs av M.J.Jung. Valeriana hsui ingår i släktet vänderötter, och familjen kaprifolväxter. Inga underarter finns listade i Catalogue of Life.